# Зінковський
Зінко́вський (рос. Зинковский) — починок в Кезькому районі Удмуртії, Росія.
Населення — 17 осіб (2010; 25 в 2002).
Національний склад станом на 2002 рік:
- росіяни — 72 %